# Eskola Cirque
L'Eskola Cirque è un circo glaciale largo circa 2 miglia nautiche (4 km), compreso tra l'Arkell Cirque e il Bowen Cirque, nella parte centrale dei Monti Read, che fanno parte della Catena di Shackleton, nella Terra di Coats in Antartide.
Nel 1967 fu effettuata una ricognizione aerofotografica da parte degli aerei della U.S. Navy. Un'ispezione al suolo fu condotta dalla British Antarctic Survey (BAS) nel periodo 1968-71.
Ricevette l'attuale denominazione nel 1971 dal Comitato britannico per i toponimi antartici (UK-APC), in onore del geologo finlandese Pentti Eskola, che aveva studiato profondamente le rocce del Precambriano della Finlandia e i sistemi dei fusi silicatici.